# Presidenti dell'Assemblea nazionale francese e delle camere assimilate
Questo articolo elenca i presidenti dell'Assemblea nazionale francese e delle camere associate a seconda della denominazione assunta nel tempo.

## Presidente dell'Assemblea nazionale negli anni 1789-1791
| #    | Presidente                                                       | Ritratto | Mandato           | Mandato           |
| #    | Presidente                                                       | Ritratto | Inizio            | Fine              |
| ---- | ---------------------------------------------------------------- | -------- | ----------------- | ----------------- |
| 1    | Jean Sylvain Bailly (1736–1793)                                  |          | 17 giugno 1789    | 3 luglio 1789     |
| -    | Ludwik Filip Józef Burbon-Orleanski (1747–1793)                  |          | 3 luglio 1789     | 3 luglio 1789     |
| 2    | Jean Georges Lefranc de Pompignan (1715–1790)                    |          | 3 luglio 1789     | 17 luglio 1789    |
| 3    | François XII de La Rochefoucauld (1747–1827)                     |          | 18 luglio 1789    | 2 agosto 1789     |
| -    | Jacques Guillaume Thouret (1746–1794)                            |          | 3 agosto 1789     | 3 agosto 1789     |
| 4    | Isaac René Guy le Chapelier (1754–1794)                          |          | 3 agosto 1789     | 16 agosto 1789    |
| 5    | Stanislas Marie Adélaïde (1747–1792)                             |          | 17 agosto 1789    | 30 agosto 1789    |
| 6    | César-Guillaume de la Luzerne (1738–1821)                        |          | 31 agosto 1789    | 13 settembre 1789 |
| (5)  | Stanislas Marie Adélaïde (1747–1792)                             |          | 14 settembre 1789 | 27 settembre 1789 |
| 7    | Jean Joseph Mounier (1758–1806)                                  |          | 28 settembre 1789 | 9 ottobre 1789    |
| 8    | Emmanuel Marie Michel Philippe Fréteau de Saint-Just (1745–1794) |          | 10 ottobre 1789   | 27 ottobre 1789   |
| 9    | Armand Gaston Camus (1740–1804)                                  |          | 28 ottobre 1789   | 11 novembre 1789  |
| 10   | Jacques Guillaume Thouret (1746–1794)                            |          | 12 novembre 1789  | 22 novembre 1789  |
| 11   | Jean-de-Dieu-Raymond de Boisgelin de Cucé (1732–1804)            |          | 23 novembre 1789  | 4 dicembre 1789   |
| (8)  | Emmanuel Marie Michel Philippe Fréteau de Saint-Just (1745–1794) |          | 5 dicembre 1789   | 21 dicembre 1789  |
| 12   | Jean Nicolas Démeunier (1751–1814)                               |          | 22 dicembre 1789  | 3 gennaio 1790    |
| 13   | François Xavier Marc Antoine de Montesquiou-Fézensac (1756–1832) |          | 4 gennaio 1790    | 17 gennaio 1790   |
| 14   | Guy Jean Baptiste Target (1733–1806)                             |          | 18 gennaio 1790   | 1º febbraio 1790  |
| 15   | Jean Xavier Bureau de Pusy (1750–1806)                           |          | 2 febbraio 1790   | 15 febbraio 1790  |
| 16   | Charles-Maurice de Talleyrand-Périgord (1754–1838)               |          | 16 febbraio 1790  | 27 febbraio 1790  |
| 17   | François Xavier de Montesquiou-Fezensac (1757–1832)              |          | 28 febbraio 1790  | 14 marzo 1790     |
| 18   | Jean-Paul Rabaut Saint-Étienne (1743–1793)                       |          | 15 marzo 1790     | 26 marzo 1790     |
| 19   | Jacques-François de Menou (1750–1810)                            |          | 27 marzo 1790     | 11 aprile 1790    |
| 20   | Charles-François de Bonnay (1750–1825)                           |          | 12 aprile 1790    | 26 aprile 1790    |
| 21   | François-Henri de Virieu (1754–1793)                             |          | 27 aprile 1790    | 28 aprile 1790    |
| 22   | Jean-Louis Gouttes (1739–1794)                                   |          | 29 aprile 1790    | 7 maggio 1790     |
| (10) | Jacques Guillaume Thouret (1746–1794)                            |          | 8 maggio 1790     | 26 maggio 1790    |
| 23   | Bon Albert Briois de Beaumetz (1755–1801)                        |          | 27 maggio 1790    | 7 giugno 1790     |
| 24   | Emmanuel-Joseph Sieyès (1748–1836)                               |          | 8 giugno 1790     | 20 giugno 1790    |
| 25   | Louis-Michel Lepeletier de Saint-Fargeau (1760–1793)             |          | 21 giugno 1790    | 4 luglio 1790     |
| (20) | Charles-François de Bonnay (1750–1825)                           |          | 5 luglio 1790     | 19 luglio 1790    |
| 26   | Jean Baptiste Treilhard (1742–1810)                              |          | 20 luglio 1790    | 30 luglio 1790    |
| 27   | Antoine Balthazar Joseph d'André (1759–1825)                     |          | 31 luglio 1790    | 15 agosto 1790    |
| 28   | Pierre Samuel du Pont de Nemours (1739–1817)                     |          | 16 agosto 1790    | 29 agosto 1790    |
| 29   | Joseph-Henri baron de Jessé (1755–1794)                          |          | 30 agosto 1790    | 10 settembre 1790 |
| (15) | Jean Xavier Bureau de Pusy (1750–1806)                           |          | 11 settembre 1790 | 24 settembre 1790 |
| 30   | Jean-Louis Emmery (1742–1823)                                    |          | 25 settembre 1790 | 8 ottobre 1790    |
| 31   | Philippe-Antoine Merlin de Douai (1754–1838)                     |          | 9 ottobre 1790    | 24 ottobre 1790   |
| 32   | Antoine Barnave (1761–1793)                                      |          | 25 ottobre 1790   | 7 novembre 1790   |
| 33   | Charles Antoine Chasset (1745–1824)                              |          | 8 novembre 1790   | 19 novembre 1790  |
| 34   | Alexandre de Lameth (1760–1829)                                  |          | 20 novembre 1790  | 3 dicembre 1790   |
| 35   | Jérôme Pétion de Villeneuve (1756–1794)                          |          | 4 dicembre 1790   | 20 dicembre 1790  |
| -    | Charles-François de Bonnay (1750–1825)                           |          | 20 dicembre 1790  | 20 dicembre 1790  |
| (27) | Antoine Balthazar Joseph d'André (1759–1825)                     |          | 21 dicembre 1790  | 3 gennaio 1791    |
| (30) | Jean-Louis Emmery (1742–1823)                                    |          | 4 gennaio 1791    | 17 gennaio 1791   |
| 36   | Henri Grégoire (1750–1831)                                       |          | 19 gennaio 1791   | 28 gennaio 1791   |
| 37   | Honoré Gabriel Riqueti de Mirabeau (1749–1791)                   |          | 29 gennaio 1791   | 13 febbraio 1791  |
| 38   | Adrien Duport (1759–1798)                                        |          | 14 febbraio 1791  | 25 febbraio 1791  |
| 39   | Louis Marc Antoine de Noailles (1756–1804)                       |          | 26 febbraio 1791  | 13 marzo 1791     |
| 40   | Anne-Pierre de Montesquiou-Fézensac (1739–1798)                  |          | 14 marzo 1791     | 29 marzo 1791     |
| 41   | François Denis Tronchet (1726–1806)                              |          | 30 marzo 1791     | 8 aprile 1791     |
| 42   | Jean-Baptiste-Charles Chabroud (1750–1816)                       |          | 9 aprile 1791     | 22 aprile 1791    |
| 43   | Jean-François Reubell (1747–1807)                                |          | 23 aprile 1791    | 8 maggio 1791     |
| (27) | Antoine Balthazar Joseph d'André (1759–1825)                     |          | 9 maggio 1791     | 23 maggio 1791    |
| (15) | Jean Xavier Bureau de Pusy (1750–1806)                           |          | 24 maggio 1791    | 5 giugno 1791     |
| 44   | Luc-Jacques-Édouard Dauchy (1757–1817)                           |          | 6 giugno 1791     | 18 giugno 1791    |
| 45   | Aleksander de Beauharnais (1760–1794)                            |          | 19 giugno 1791    | 2 luglio 1791     |
| 46   | Charles-Malo de Lameth (1757–1832)                               |          | 3 luglio 1791     | 18 luglio 1791    |
| 47   | Jacques Defermon (1752–1831)                                     |          | 19 luglio 1791    | 29 luglio 1791    |
| (45) | Aleksander de Beauharnais (1760–1794)                            |          | 30 luglio 1791    | 12 agosto 1791    |
| 48   | Victor de Broglie (1756–1794)                                    |          | 14 agosto 1791    | 26 agosto 1791    |
| 49   | Théodore Vernier (1731–1818)                                     |          | 27 agosto 1791    | 9 settembre 1791  |
| (10) | Jacques Guillaume Thouret (1746–1794)                            |          | 12 settembre 1791 | 30 settembre 1791 |

## Presidente dell'Assemblea legislativa negli anni 1791-1792
| #  | Presidente                                        | Ritratto | Mandato           | Mandato           |
| #  | Presidente                                        | Ritratto | Inizio            | Fine              |
| -- | ------------------------------------------------- | -------- | ----------------- | ----------------- |
| 1  | Claude Batault (1716–1793)                        |          | 1º ottobre 1791   | 3 ottobre 1791    |
| 2  | Emmanuel de Pastoret (1755–1840)                  |          | 3 ottobre 1791    | 16 ottobre 1791   |
| 3  | Jean-Baptiste Louis Ducastel (1740–1799)          |          | 17 ottobre 1791   | 29 ottobre 1791   |
| 4  | Pierre Vergniaud (1753–1793)                      |          | 30 ottobre 1791   | 14 novembre 1791  |
| 5  | Vincent-Marie Viénot de Vaublanc (1756–1845)      |          | 15 novembre 1791  | 27 novembre 1791  |
| 6  | Bernard Germain de Lacépède (1756–1825)           |          | 28 novembre 1791  | 9 dicembre 1791   |
| 7  | Pierre-Édouard Lémontey (1762–1826)               |          | 10 dicembre 1791  | 25 dicembre 1791  |
| 8  | Nicolas François de Neufchâteau (1750–1828)       |          | 26 dicembre 1791  | 7 gennaio 1792    |
| 9  | Jean Antoine d'Averhoult (1756–1792)              |          | 8 gennaio 1792    | 21 gennaio 1792   |
| 10 | Marguerite Guadet (1755–1794)                     |          | 22 gennaio 1792   | 4 febbraio 1792   |
| 11 | Nicolas de Condorcet (1743–1794)                  |          | 5 febbraio 1792   | 18 febbraio 1792  |
| 12 | Mathieu Dumas (1753–1837)                         |          | 19 febbraio 1792  | 3 marzo 1792      |
| 13 | Louis-Bernard Guyton de Morveau (1737–1816)       |          | 4 marzo 1792      | 17 marzo 1792     |
| 14 | Armand Gensonné (1758–1793)                       |          | 18 marzo 1792     | 1º aprile 1792    |
| 15 | Claude Dorizy (1741–1814)                         |          | 2 aprile 1792     | 14 aprile 1792    |
| 16 | Félix Julien Jean Bigot de Préameneu (1747–1825)  |          | 15 aprile 1792    | 28 aprile 1792    |
| 17 | Jean-Girard Lacuée (1752–1841)                    |          | 29 aprile 1792    | 12 maggio 1792    |
| 18 | Honoré Muraire (1750–1837)                        |          | 13 maggio 1792    | 26 maggio 1792    |
| 19 | François-Alexandre Tardiveau (1761–1833)          |          | 27 maggio 1792    | 9 giugno 1792     |
| 20 | Antoine Français de Nantes (1756–1836)            |          | 10 giugno 1792    | 23 giugno 1792    |
| 21 | Louis Stanislas de Girardin (1762–1827)           |          | 24 giugno 1792    | 7 luglio 1792     |
| 22 | Jean-Baptiste Annibal Aubert du Bayet (1757–1797) |          | 8 luglio 1792     | 22 luglio 1792    |
| 23 | André-Daniel Laffon de Ladebat (1746–1829)        |          | 23 luglio 1792    | 6 agosto 1792     |
| 24 | Jean-François Merlet (1761–1830)                  |          | 7 agosto 1792     | 18 agosto 1792    |
| 25 | Jean-François Delacroix (1753–1794)               |          | 19 agosto 1792    | 1º settembre 1792 |
| 26 | Marie-Jean Hérault de Séchelles (1759–1794)       |          | 2 settembre 1792  | 15 settembre 1792 |
| 27 | Pierre Joseph Cambon (1756–1820)                  |          | 16 settembre 1792 | 19 settembre 1792 |

## Presidente della Convenzione nazionale nel 1792-1795
| #    | Presidente                                          | Ritratto | Mandato           | Mandato           |
| #    | Presidente                                          | Ritratto | Inizio            | Fine              |
| ---- | --------------------------------------------------- | -------- | ----------------- | ----------------- |
| 1    | Jérôme Pétion de Villeneuve (1756–1794)             |          | 21 settembre 1792 | 3 ottobre 1792    |
| 2    | Jean-François Delacroix (1753–1794)                 |          | 4 ottobre 1792    | 17 ottobre 1792   |
| 3    | Marguerite Guadet (1755–1794)                       |          | 18 ottobre 1792   | 31 ottobre 1792   |
| 4    | Marie-Jean Hérault de Séchelles (1759–1794)         |          | 1º novembre 1792  | 14 novembre 1792  |
| 5    | Henri Grégoire (1750–1831)                          |          | 15 novembre 1792  | 28 novembre 1792  |
| 6    | Bertrand Barère de Vieuzac (1755–1841)              |          | 29 novembre 1792  | 12 dicembre 1792  |
| 7    | Jacques Defermon (1752–1831)                        |          | 13 dicembre 1792  | 26 dicembre 1792  |
| 8    | Jean Baptiste Treilhard (1742–1810)                 |          | 27 dicembre 1792  | 9 gennaio 1793    |
| 9    | Pierre Vergniaud (1753–1793)                        |          | 10 gennaio 1793   | 23 gennaio 1793   |
| 10   | Jean-Paul Rabaut Saint-Étienne (1743–1793)          |          | 24 gennaio 1793   | 6 febbraio 1793   |
| 11   | Jean-Jacques Bréard (1751–1840)                     |          | 7 febbraio 1793   | 20 febbraio 1793  |
| 12   | Edmond Louis Alexis Dubois-Crancé (1747–1814)       |          | 21 febbraio 1793  | 6 marzo 1793      |
| 13   | Armand Gensonné (1758–1793)                         |          | 7 marzo 1793      | 20 marzo 1793     |
| 14   | Jean Debry (1760–1834)                              |          | 21 marzo 1793     | 3 aprile 1793     |
| 15   | Jean-François-Bertrand Delmas (1751–1798)           |          | 4 aprile 1793     | 17 aprile 1793    |
| 16   | Marc David Alba Lasource (1763–1793)                |          | 18 aprile 1793    | 1º maggio 1793    |
| 17   | Jean-Baptiste Boyer-Fonfrède (1760–1793)            |          | 2 maggio 1793     | 15 maggio 1793    |
| 18   | Maximin Isnard (1758–1825)                          |          | 16 maggio 1793    | 29 maggio 1793    |
| 19   | François René Auguste Mallarmé (1755–1831)          |          | 30 maggio 1793    | 12 giugno 1793    |
| 20   | Jean-Marie Collot d'Herbois (1749–1796)             |          | 13 giugno 1793    | 26 giugno 1793    |
| 21   | Jacques-Alexis Thuriot de la Rosière (1753–1829)    |          | 27 giugno 1793    | 10 luglio 1793    |
| 22   | Jeanbon Saint-André (1749–1813)                     |          | 11 luglio 1793    | 24 luglio 1793    |
| 23   | Georges Danton (1759–1794)                          |          | 25 luglio 1793    | 7 agosto 1793     |
| (4)  | Marie-Jean Hérault de Séchelles (1759–1794)         |          | 8 agosto 1793     | 21 agosto 1793    |
| 24   | Maximilien de Robespierre (1758–1794)               |          | 22 agosto 1793    | 4 settembre 1793  |
| 25   | Jacques Nicolas Billaud-Varenne (1756–1819)         |          | 5 settembre 1793  | 18 settembre 1793 |
| 26   | Pierre Joseph Cambon (1756–1820)                    |          | 19 settembre 1793 | 2 ottobre 1793    |
| 27   | Louis-Joseph Charlier (1754–1797)                   |          | 3 ottobre 1793    | 21 ottobre 1793   |
| 28   | Moyse Bayle (1755–1815)                             |          | 22 ottobre 1793   | 5 novembre 1793   |
| 29   | Pierre Antoine Laloy (1749–1846)                    |          | 6 novembre 1793   | 21 novembre 1793  |
| 30   | Gilbert Romme (1750–1795)                           |          | 21 novembre 1793  | 6 dicembre 1793   |
| 31   | Jean-Henri Voulland (1751–1801)                     |          | 6 dicembre 1793   | 21 dicembre 1793  |
| 32   | Georges Couthon (1755–1794)                         |          | 21 dicembre 1793  | 5 gennaio 1794    |
| 33   | Jacques-Louis David (1748–1825)                     |          | 6 gennaio 1794    | 20 gennaio 1794   |
| 34   | Marc Vadier (1736–1828)                             |          | 21 gennaio 1794   | 4 febbraio 1794   |
| 35   | Joseph-Nicolas Barbeau du Barran (1761–1816)        |          | 4 febbraio 1794   | 18 febbraio 1794  |
| 36   | Louis de Saint-Just (1767–1794)                     |          | 19 febbraio 1794  | 5 marzo 1794      |
| 37   | Philippe Rühl (1737–1795)                           |          | 6 marzo 1794      | 21 marzo 1794     |
| 38   | Jean-Lambert Tallien (1767–1820)                    |          | 22 marzo 1794     | 5 aprile 1794     |
| 39   | Jean-Pierre-André Amar (1755–1816)                  |          | 6 aprile 1794     | 20 aprile 1794    |
| 40   | Robert Lindet (1746–1825)                           |          | 21 aprile 1794    | 5 maggio 1794     |
| 41   | Lazare Nicolas Marguerite Carnot (1753–1823)        |          | 5 maggio 1794     | 20 maggio 1794    |
| 42   | Claude-Antoine Prieur-Duvernois (1763–1832)         |          | 20 maggio 1794    | 4 giugno 1794     |
| (24) | Maximilien de Robespierre (1758–1794)               |          | 4 giugno 1794     | 19 giugno 1794    |
| 43   | Élie Lacoste (1745–1806)                            |          | 19 giugno 1794    | 5 luglio 1794     |
| 44   | Jean-Antoine Louis (1742–1796)                      |          | 5 luglio 1794     | 19 luglio 1794    |
| 45   | Jean-Marie Collot d'Herbois (1749–1796)             |          | 19 luglio 1794    | 3 agosto 1794     |
| 46   | Philippe-Antoine Merlin de Douai (1754–1838)        |          | 3 agosto 1794     | 17 agosto 1794    |
| 47   | Merlin de Thionville (1762–1833)                    |          | 18 agosto 1794    | 2 settembre 1794  |
| 48   | André Antoine Bernard (1751–1818)                   |          | 3 settembre 1794  | 21 settembre 1794 |
| 49   | André Dumont (1764–1838)                            |          | 22 settembre 1794 | 6 ottobre 1794    |
| 50   | Jean Jacques Régis de Cambacérès (1753–1824)        |          | 7 ottobre 1794    | 22 ottobre 1794   |
| 51   | Pierre Louis Prieur (1756–1827)                     |          | 22 ottobre 1794   | 6 novembre 1794   |
| 52   | Louis Legendre (1752–1797)                          |          | 7 novembre 1794   | 24 novembre 1794  |
| 53   | Jean-Baptiste Clauzel (1746–1803)                   |          | 25 novembre 1794  | 5 dicembre 1794   |
| 54   | Jean-François Reubell (1747–1807)                   |          | 7 dicembre 1794   | 21 dicembre 1794  |
| 55   | Pierre-Louis Bentabole (1756–1798)                  |          | 21 dicembre 1794  | 6 gennaio 1795    |
| 56   | Étienne-François Letourneur (1751–1817)             |          | 6 gennaio 1795    | 20 gennaio 1795   |
| 57   | Stanislas Joseph François Xavier Rovère (1748–1798) |          | 20 gennaio 1795   | 4 febbraio 1795   |
| 58   | Paul Barras (1755–1829)                             |          | 4 febbraio 1795   | 19 febbraio 1795  |
| 59   | François Louis Bourdon (1758–1798)                  |          | 19 febbraio 1795  | 5 marzo 1795      |
| 60   | Antoine Claire Thibaudeau (1765–1854)               |          | 6 marzo 1795      | 25 marzo 1795     |
| 61   | Jean Pelet (1759–1842)                              |          | 26 marzo 1795     | 5 aprile 1795     |
| 62   | François Antoine de Boissy d'Anglas (1756–1826)     |          | 5 aprile 1795     | 18 aprile 1795    |
| 63   | Emmanuel-Joseph Sieyès (1748–1836)                  |          | 18 aprile 1795    | 4 maggio 1795     |
| 64   | Théodore Vernier (1731–1818)                        |          | 5 maggio 1795     | 24 maggio 1795    |
| 65   | Jean-Baptiste Charles Matthieu (1763–1833)          |          | 25 maggio 1795    | 2 giugno 1795     |
| 66   | Jean-Denis Lanjuinais (1753–1827)                   |          | 5 giugno 1795     | 18 giugno 1795    |
| 67   | Jean-Baptiste Louvet de Couvrai (1760–1797)         |          | 19 giugno 1795    | 4 luglio 1795     |
| 68   | Louis-Gustave Doulcet de Pontécoulant (1764–1853)   |          | 5 luglio 1795     | 19 luglio 1795    |
| 69   | Louis Marie de La Révellière-Lépeaux (1753–1824)    |          | 20 luglio 1795    | 3 agosto 1795     |
| 70   | Pierre Daunou (1761–1840)                           |          | 4 agosto 1795     | 18 agosto 1795    |
| 71   | Marie-Joseph Chénier (1764–1811)                    |          | 20 agosto 1795    | 2 settembre 1795  |
| 72   | Théophile Berlier (1761–1844)                       |          | 3 settembre 1795  | 23 settembre 1795 |
| 78   | Pierre-Charles-Louis Baudin (1748–1799)             |          | 24 settembre 1795 | 8 ottobre 1795    |
| 79   | Jean Joseph Victor Génissieu (1749–1804)            |          | 9 ottobre 1795    | 26 ottobre 1795   |

## Presidente del Consiglio dei Cinquecento

### Legenda
- temporaneamente

| #    | Presidente                                          | Ritratto | Mandato           | Mandato           |
| #    | Presidente                                          | Ritratto | Inizio            | Fine              |
| ---- | --------------------------------------------------- | -------- | ----------------- | ----------------- |
| 1    | Pierre Daunou (1761–1840)                           |          | 28 ottobre 1795   | 21 novembre 1795  |
| 2    | Marie Joseph Chénier (1764–1811)                    |          | 22 novembre 1795  | 21 dicembre 1795  |
| 3    | Jean Baptiste Treilhard (1742–1810)                 |          | 22 dicembre 1795  | 20 gennaio 1796   |
| 4    | Armand Gaston Camus (1740–1804)                     |          | 21 gennaio 1796   | 19 febbraio 1796  |
| 5    | Antoine Claire Thibaudeau (1765–1854)               |          | 20 febbraio 1796  | 20 marzo 1796     |
| 6    | Louis Gustave Doulcet de Pontécoulant (1764–1853)   |          | 21 marzo 1796     | 19 aprile 1796    |
| 7    | Aaron Jean François Crassous (1746–1801)            |          | 20 aprile 1796    | 19 maggio 1796    |
| 8    | Jacques Defermon (1752–1831)                        |          | 20 maggio 1796    | 18 giugno 1796    |
| 9    | Jean Pelet (1759–1842)                              |          | 19 giugno 1796    | 18 luglio 1796    |
| 10   | François Antoine de Boissy d'Anglas (1756–1826)     |          | 19 luglio 1796    | 17 agosto 1796    |
| 11   | Emmanuel de Pastoret (1755–1840)                    |          | 18 agosto 1796    | 21 settembre 1796 |
| 12   | Charles Antoine Chasset (1745–1824)                 |          | 22 settembre 1796 | 21 ottobre 1796   |
| 13   | Jean Jacques Régis de Cambacérès (1753–1824)        |          | 22 ottobre 1796   | 20 novembre 1796  |
| 14   | Nicolas Marie Quinette (1762–1821)                  |          | 21 novembre 1796  | 20 dicembre 1797  |
| 15   | Jean Antoine Debry (1760–1834)                      |          | 21 dicembre 1796  | 19 gennaio 1797   |
| 16   | François Marie Joseph Riou de Kersalaün (1765–1811) |          | 20 gennaio 1797   | 18 febbraio 1797  |
| 17   | Pierre Antoine Lalloy (1749–1846)                   |          | 19 febbraio 1797  | 20 marzo 1797     |
| 18   | Michel Mathieu Lecointe-Puyraveau (1764–1824)       |          | 21 marzo 1797     | 21 aprile 1797    |
| 19   | François Lamarque (1753–1839)                       |          | 21 aprile 1797    | 19 maggio 1797    |
| 20   | Jean Charles Pichegru (1761–1804)                   |          | 20 maggio 1797    | 18 giugno 1797    |
| 21   | Pierre Henry-Larivière (1761–1838)                  |          | 19 giugno 1797    | 18 luglio 1797    |
| 22   | Joseph Vincent Dumolard (1766–1819)                 |          | 19 luglio 1797    | 17 agosto 1797    |
| 23   | Joseph Jérôme Siméon (1749–1842)                    |          | 18 agosto 1797    | 21 settembre 1797 |
| -    | François Lamarque (1753–1839)                       |          | 18 agosto 1797    | 21 settembre 1797 |
| 24   | Jean-Baptiste Jourdan (1762–1833)                   |          | 22 settembre 1797 | 21 ottobre 1797   |
| 25   | François-Toussaint Villers (1749–1807)              |          | 22 ottobre 1797   | 20 novembre 1797  |
| 26   | Emmanuel-Joseph Sieyès (1748–1836)                  |          | 21 novembre 1797  | 20 dicembre 1797  |
| 27   | Antoine Boulay de la Meurthe (1761–1840)            |          | 21 dicembre 1797  | 19 gennaio 1798   |
| 28   | Jacques-Charles Bailleul (1762–1843)                |          | 20 gennaio 1798   | 18 febbraio 1798  |
| 29   | Antoine-François Hardy (1748–1823)                  |          | 19 febbraio 1798  | 20 marzo 1798     |
| 30   | Alexis François Pison de Galand (1747–1826)         |          | 21 marzo 1798     | 19 aprile 1798    |
| 31   | Joseph Clément Poullain de Grandprey (1744–1826)    |          | 20 aprile 1798    | 19 maggio 1798    |
| 32   | Jacques Antoine Creuzé-Latouche (1749–1800)         |          | 20 maggio 1798    | 18 giugno 1798    |
| (2)  | Marie Joseph Chénier (1764–1811)                    |          | 19 giugno 1798    | 19 luglio 1798    |
| (18) | Michel Mathieu Lecointe-Puyraveau (1764–1824)       |          | 20 luglio 1798    | 17 agosto 1798    |
| (1)  | Pierre Daunou (1761–1840)                           |          | 18 agosto 1798    | 21 settembre 1798 |
| (24) | Jean-Baptiste Jourdan (1762–1833)                   |          | 22 settembre 1798 | 21 ottobre 1798   |
| 33   | Dieudonné Dubois (1759–1804)                        |          | 22 ottobre 1798   | 20 novembre 1798  |
| 34   | Jean Julien Michel Savary (1753–1839)               |          | 21 novembre 1798  | 20 dicembre 1798  |
| 35   | Théophile Berlier (1761–1844)                       |          | 21 dicembre 1798  | 19 gennaio 1799   |
| 36   | Jean-Baptiste Leclerc (1756–1826)                   |          | 20 gennaio 1799   | 18 febbraio 1799  |
| 37   | Gabriel Malès (1755–1837)                           |          | 19 febbraio 1799  | 20 marzo 1799     |
| 38   | Philippe-Laurent Pons (1759–1844)                   |          | 21 marzo 1799     | 19 aprile 1799    |
| 39   | Jean-Marie Heurtault de Lamerville (1740–1810)      |          | 20 aprile 1799    | 19 maggio 1799    |
| 15   | Jean Antoine Debry (1760–1834)                      |          | 20 maggio 1799    | 18 giugno 1799    |
| 40   | Jean Joseph Victor Génissieu (1749–1804)            |          | 19 giugno 1799    | 18 luglio 1799    |
| 41   | Jean-Baptiste Quirot (1757–1820)                    |          | 19 luglio 1799    | 17 agosto 1799    |
| (27) | Antoine Boulay de la Meurthe (1761–1840)            |          | 18 agosto 1799    | 22 settembre 1799 |
| 42   | Jean-Pierre Chazal (1766–1840)                      |          | 23 settembre 1799 | 22 ottobre 1799   |
| 43   | Lucjan Bonaparte (1775–1840)                        |          | 23 ottobre 1799   | 12 novembre 1799  |
| (27) | Antoine Boulay de la Meurthe (1761–1840)            |          | 22 novembre 1799  | 21 dicembre 1799  |
| 44   | Pierre Daunou (1761–1840)                           |          | 22 dicembre 1799  | 26 dicembre 1799  |
| 44   | Jean-Ignace Jacqueminot (1754–1813)                 |          | 22 dicembre 1799  | 26 dicembre 1799  |

## Presidente del Corpo legislativo negli anni 1800-1814
| #  | Presidente                                        | Ritratto | Mandato          | Mandato          |
| #  | Presidente                                        | Ritratto | Inizio           | Fine             |
| -- | ------------------------------------------------- | -------- | ---------------- | ---------------- |
| 1  | Jean-Baptiste Perrin des Vosges (1754–1815)       |          | 1º gennaio 1800  | 21 gennaio 1800  |
| 2  | Jean-Pierre Duval (1754–1817)                     |          | 21 gennaio 1800  | 5 febbraio 1800  |
| 3  | Henri Grégoire (1750–1831)                        |          | 5 febbraio 1800  | 20 febbraio 1800 |
| 4  | Jean Baptiste Girot-Pouzol (1753–1822)            |          | 20 febbraio 1800 | 7 marzo 1800     |
| 5  | Claude-Pierre de Delay d'Agier (1750–1827)        |          | 7 marzo 1800     | 22 marzo 1800    |
| 6  | Isaac Tarteyron (1769–1814)                       |          | 22 marzo 1800    | 31 marzo 1800    |
| 7  | Pierre-Jacques-Samuel Chatry-Lafosse (1737–1814)  |          | 22 novembre 1800 | 7 dicembre 1800  |
| 8  | Alexis-François Pison du Galand (1747–1826)       |          | 7 dicembre 1800  | 22 dicembre 1800 |
| 9  | Antoine Bourg-Laprade (1736–1816)                 |          | 22 dicembre 1800 | 6 gennaio 1801   |
| 10 | Jean-Jacques Bréard (1751–1840)                   |          | 6 gennaio 1801   | 21 gennaio 1801  |
| 11 | Jean-François Rossée (1745–1832)                  |          | 21 gennaio 1801  | 5 febbraio 1801  |
| 12 | Jacques Poisson de Coudreville (1746–1821)        |          | 5 febbraio 1801  | 20 febbraio 1801 |
| 13 | Jean-Baptiste Leclerc (1756–1826)                 |          | 20 febbraio 1801 | 7 marzo 1801     |
| 14 | François-Joseph Lefebvre-Cayet (1748–1811)        |          | 7 marzo 1801     | 21 marzo 1801    |
| 15 | Charles-François Dupuis (1742–1809)               |          | 22 novembre 1801 | 7 dicembre 1801  |
| 16 | Jean-François Barailon (1743–1816)                |          | 7 dicembre 1801  | 22 dicembre 1801 |
| 17 | Pierre-Louis Lefebvre-Laroche                     |          | 22 dicembre 1801 | 6 gennaio 1802   |
| 18 | Nicolas-Bernard Belzais-Courménil (1747–1804)     |          | 6 gennaio 1802   | 21 gennaio 1802  |
| 19 | Joseph Pemartin (1754–1842)                       |          | 21 gennaio 1802  | 5 febbraio 1802  |
| 20 | Denis Couzard (1746–1818)                         |          | 5 febbraio 1802  | 20 febbraio 1802 |
| 21 | Louis Ramond de Carbonnières (1755–1827)          |          | 20 febbraio 1802 | 7 marzo 1802     |
| 22 | Jacques François Laurent Devisme (1749–1830)      |          | 7 marzo 1802     | 22 marzo 1802    |
| 23 | Jean-François Joseph Marcorelle (1760–1829)       |          | 5 aprile 1802    | 21 aprile 1802   |
| 24 | François Lobjoy (1743–1807)                       |          | 21 aprile 1802   | 6 maggio 1802    |
| 25 | Pierre-Antoine Rabaut-Dupuis (1746–1808)          |          | 6 maggio 1802    | 20 maggio 1802   |
| 26 | François-Pascal Delattre (1749–1834)              |          | 21 febbraio 1803 | 7 marzo 1803     |
| 27 | Jean-François Méric (1756–1816)                   |          | 7 marzo 1803     | 22 marzo 1803    |
| 28 | Jean-Louis Girod de l'Ain (1753–1839)             |          | 22 marzo 1803    | 6 aprile 1803    |
| 29 | Marie-Félix Faulcon (1758–1843)                   |          | 6 aprile 1803    | 21 aprile 1803   |
| 30 | Vincent-Marie de Vaublanc (1756–1845)             |          | 21 aprile 1803   | 7 maggio 1803    |
| 31 | François Lagrange (1754–1816)                     |          | 7 maggio 1803    | 21 maggio 1803   |
| 32 | Jérôme Reynaud de Bologne de Lascours (1761–1835) |          | 21 maggio 1803   | 28 maggio 1803   |
| 33 | Louis de Fontanes (1757–1821)                     |          | 10 gennaio 1804  | 24 gennaio 1810  |
| 34 | Pierre de Montesquiou-Fezensac (1764–1834)        |          | 24 gennaio 1810  | 23 novembre 1813 |
| 35 | Claude Ambroise Régnier (1736–1814)               |          | 23 novembre 1813 | 4 giugno 1814    |

## Presidente della Camera dei deputati negli anni 1814-1815
| # | Presidente                             | Ritratto | Mandato        | Mandato       |
| # | Presidente                             | Ritratto | Inizio         | Fine          |
| - | -------------------------------------- | -------- | -------------- | ------------- |
| 1 | Joseph-Henri-Joachim Lainé (1768–1835) |          | 11 giugno 1814 | 20 marzo 1815 |

## Presidente della Camera dei rappresentanti 1815
| # | Presidente                        | Ritratto | Mandato       | Mandato        |
| # | Presidente                        | Ritratto | Inizio        | Fine           |
| - | --------------------------------- | -------- | ------------- | -------------- |
| 1 | Jean-Denis Lanjuinais (1753–1827) |          | 4 giugno 1815 | 13 luglio 1815 |

## Presidente della Camera dei deputati negli anni 1815-1830
| # | Presidente                             | Ritratto | Mandato          | Mandato          |
| # | Presidente                             | Ritratto | Inizio           | Fine             |
| - | -------------------------------------- | -------- | ---------------- | ---------------- |
| 1 | Joseph-Henri-Joachim Lainé (1768–1835) |          | 12 ottobre 1815  | 5 settembre 1816 |
| 2 | Étienne-Denis Pasquier (1767–1862)     |          | 12 novembre 1816 | 19 gennaio 1817  |
| 3 | Hercule de Serre (1776–1824)           |          | 19 gennaio 1817  | 11 dicembre 1818 |
| 4 | Auguste Ravez (1770–1849)              |          | 11 dicembre 1818 | 5 novembre 1827  |
| 5 | Pierre Paul Royer-Collard (1763–1845)  |          | 25 febbraio 1828 | 16 maggio 1830   |

## Presidente della Camera dei deputati negli anni 1830-1848
| #   | Presidente                          | Ritratto | Mandato          | Mandato          |
| #   | Presidente                          | Ritratto | Inizio           | Fine             |
| --- | ----------------------------------- | -------- | ---------------- | ---------------- |
| 1   | Casimir Pierre Périer (1777–1832)   |          | 6 agosto 1830    | 21 agosto 1830   |
| 2   | Jacques Laffitte (1767–1844)        |          | 21 agosto 1830   | 11 novembre 1830 |
| (1) | Casimir Pierre Périer (1777–1832)   |          | 11 novembre 1830 | 31 maggio 1831   |
| 3   | Amédée Girod de l'Ain (1781–1847)   |          | 1 agosto 1831    | 28 aprile 1832   |
| 4   | André Dupin (1783–1865)             |          | 29 aprile 1832   | 2 febbraio 1839  |
| 5   | Hippolyte Passy (1793–1880)         |          | 16 aprile 1839   | 12 maggio 1839   |
| 6   | Paul Jean Pierre Sauzet (1800–1876) |          | 13 maggio 1839   | 24 febbraio 1848 |

## Presidente dell'Assemblea nazionale negli anni 1848-1849
| # | Presidente                                | Ritratto | Mandato        | Mandato        | Partito politico | Partito politico      |
| # | Presidente                                | Ritratto | Inizio         | Fine           | Partito politico | Partito politico      |
| - | ----------------------------------------- | -------- | -------------- | -------------- | ---------------- | --------------------- |
| 1 | Philippe Buchez (1796–1865)               |          | 5 maggio 1848  | 5 giugno 1848  |                  | Indipendente          |
| 2 | Jules Senard (1800–1885)                  |          | 5 giugno 1848  | 29 giugno 1848 |                  | Repubblicani Moderati |
| 3 | Pierre Marie de Saint-Georges (1795–1870) |          | 29 giugno 1848 | 19 luglio 1848 |                  | Repubblicani Moderati |
| 4 | Armand Marrast (1801–1852)                |          | 19 luglio 1848 | 26 maggio 1849 |                  | Repubblicani Moderati |

## Presidente dell'Assemblea legislativa nazionale nel 1849-1851
| # | Presidente              | Ritratto | Mandato        | Mandato         | Partito politico | Partito politico |
| # | Presidente              | Ritratto | Inizio         | Fine            | Partito politico | Partito politico |
| - | ----------------------- | -------- | -------------- | --------------- | ---------------- | ---------------- |
| 1 | André Dupin (1783–1865) |          | 1º aprile 1849 | 2 dicembre 1851 |                  | Orleanista       |

## Presidente del Corpo legislativo negli anni 1852-1870
| # | Presidente                              | Ritratto | Mandato          | Mandato          | Partito politico | Partito politico |
| # | Presidente                              | Ritratto | Inizio           | Fine             | Partito politico | Partito politico |
| - | --------------------------------------- | -------- | ---------------- | ---------------- | ---------------- | ---------------- |
| 1 | Adolphe Billault (1805–1863)            |          | 9 marzo 1852     | 12 novembre 1854 |                  | Bonapartista     |
| 2 | Charles de Morny (1811–1865)            |          | 12 novembre 1854 | 10 marzo 1865    |                  | Bonapartista     |
| 3 | Aleksander Colonna-Walewski (1810–1868) |          | 1 settembre 1865 | 29 marzo 1867    |                  | Bonapartista     |
| 4 | Eugène Schneider (1805–1875)            |          | 2 aprile 1867    | 4 aprile 1870    |                  | Bonapartista     |

## Presidente dell'Assemblea nazionale negli anni 1871-1876
| # | Presidente                              | Ritratto | Mandato          | Mandato       | Partito politico | Partito politico      |
| # | Presidente                              | Ritratto | Inizio           | Fine          | Partito politico | Partito politico      |
| - | --------------------------------------- | -------- | ---------------- | ------------- | ---------------- | --------------------- |
| 1 | Jules Grévy (1807–1891)                 |          | 16 febbraio 1871 | 2 aprile 1873 |                  | Repubblicani Moderati |
| 2 | Louis Buffet (1818–1898)                |          | 4 aprile 1873    | 2 marzo 1875  |                  | Realista moderato     |
| 3 | Gaston d'Audiffret-Pasquier (1823–1905) |          | 15 marzo 1875    | 6 marzo 1876  |                  | Realista moderato     |

## Presidente della Camera dei deputati negli anni 1876-1940
| #    | Presidente                      | Ritratto             | Mandato          | Mandato          | Partito politico | Partito politico                |
| #    | Presidente                      | Ritratto             | Inizio           | Fine             | Partito politico | Partito politico                |
| ---- | ------------------------------- | -------------------- | ---------------- | ---------------- | ---------------- | ------------------------------- |
| 1    | Jules Grévy (1807–1891)         |                      | 13 marzo 1876    | 30 gennaio 1879  |                  | Repubblicani Moderati           |
| 2    | Léon Gambetta (1838–1882)       |                      | 31 gennaio 1879  | 27 ottobre 1881  |                  | Unione Repubblicana             |
| 3    | Henri Brisson (1835–1912)       |                      | 3 novembre 1881  | 7 aprile 1885    |                  | Unione Repubblicana             |
| 4    | Charles Floquet (1828–1896)     |                      | 8 aprile 1885    | 3 aprile 1888    |                  | Partito Radicale                |
| 5    | Jules Méline (1838–1925)        |                      | 4 aprile 1888    | 11 novembre 1889 |                  | Repubblicani Moderati           |
| (4)  | Charles Floquet (1828–1896)     |                      | 16 novembre 1889 | 10 gennaio 1893  |                  | Partito Radicale                |
| 6    | Jean Casimir-Périer (1847–1907) |                      | 10 gennaio 1893  | 3 dicembre 1893  |                  | Repubblicani Moderati           |
| 7    | Charles Dupuy (1851–1923)       |                      | 5 dicembre 1893  | 30 maggio 1894   |                  | Repubblicani Moderati           |
| (6)  | Jean Casimir-Périer (1847–1907) |                      | 2 giugno 1894    | 27 giugno 1894   |                  | Repubblicani Moderati           |
| 8    | Auguste Burdeau (1851–1894)     |                      | 5 luglio 1894    | 12 dicembre 1894 |                  | Repubblicani Moderati           |
| (3)  | Henri Brisson (1835–1912)       |                      | 18 dicembre 1894 | 31 maggio 1898   |                  | Partito Radicale                |
| 9    | Paul Deschanel (1856-1922)      |                      | 9 giugno 1898    | 31 maggio 1902   |                  | Repubblicani Moderati           |
| 9    | Paul Deschanel (1856-1922)      | Alleanza Democratica | 9 giugno 1898    | 31 maggio 1902   |                  |                                 |
| 10   | Léon Bourgeois (1851–1925)      |                      | 10 giugno 1902   | 12 gennaio 1904  |                  | Partito radicale                |
| (3)  | Henri Brisson (1835–1912)       |                      | 12 gennaio 1904  | 10 gennaio 1905  |                  | Partito radicale                |
| 11   | Paul Doumer (1857-1932)         |                      | 10 gennaio 1905  | 31 maggio 1906   |                  | Partito radicale                |
| (3)  | Henri Brisson (1835–1912)       |                      | 8 giugno 1906    | 13 aprile 1912   |                  | Partito radicale                |
| (9)  | Paul Deschanel (1856-1922)      |                      | 23 maggio 1912   | 10 febbraio 1920 |                  | Alleanza Democratica            |
| 12   | Raoul Péret (1870-1942)         |                      | 12 febbraio 1920 | 31 maggio 1924   |                  | Alleanza Democratica            |
| 13   | Paul Painlevé (1863–1933)       |                      | 9 giugno 1924    | 21 aprile 1925   |                  | Partito Repubblicano-Socialista |
| 14   | Édouard Herriot (1872–1957)     |                      | 22 aprile 1925   | 20 luglio 1926   |                  | Partito Radicale                |
| (12) | Raoul Péret (1870-1942)         |                      | 22 luglio 1926   | 10 gennaio 1927  |                  | Alleanza Democratica            |
| 15   | Fernand Bouisson (1874–1959)    |                      | 11 gennaio 1927  | 31 maggio 1936   |                  | Partito Repubblicano-Socialista |
| (14) | Édouard Herriot (1872–1957)     |                      | 4 giugno 1936    | 9 luglio 1940    |                  | Partito Radicale                |

## Presidente dell'Assemblea consultiva interinale nel 1943-1945
| # | Presidente              | Ritratto | Mandato          | Mandato       | Partito politico | Partito politico |
| # | Presidente              | Ritratto | Inizio           | Fine          | Partito politico | Partito politico |
| - | ----------------------- | -------- | ---------------- | ------------- | ---------------- | ---------------- |
| 1 | Félix Gouin (1884-1977) |          | 10 novembre 1943 | 3 agosto 1945 |                  | SFIO             |

## Presidente dell'Assemblea legislativa nel 1945-1946
| # | Presidente                 | Ritratto | Mandato         | Mandato          | Partito politico | Partito politico |
| # | Presidente                 | Ritratto | Inizio          | Fine             | Partito politico | Partito politico |
| - | -------------------------- | -------- | --------------- | ---------------- | ---------------- | ---------------- |
| 1 | Félix Gouin (1884-1977)    |          | 6 novembre 1945 | 10 giugno 1946   |                  | SFIO             |
| 2 | Vincent Auriol (1884-1966) |          | 11 giugno 1946  | 27 novembre 1946 |                  | SFIO             |

## Presidente dell'Assemblea nazionale nel 1946-1958
| # | Presidente                   | Ritratto | Mandato         | Mandato         | Partito politico | Partito politico                |
| # | Presidente                   | Ritratto | Inizio          | Fine            | Partito politico | Partito politico                |
| - | ---------------------------- | -------- | --------------- | --------------- | ---------------- | ------------------------------- |
| 1 | Vincent Auriol (1884-1966)   |          | 3 dicembre 1946 | 20 gennaio 1947 |                  | SFIO                            |
| 2 | Édouard Herriot (1872–1957)  |          | 21 gennaio 1947 | 11 gennaio 1954 |                  | Partito Radicale                |
| 3 | André Le Troquer (1884–1963) |          | 12 gennaio 1954 | 10 gennaio 1955 |                  | SFIO                            |
| 4 | Pierre Schneiter (1884–1963) |          | 11 gennaio 1955 | 2 dicembre 1955 |                  | Movimento Repubblicano Popolare |
| 3 | André Le Troquer (1884–1963) |          | 24 gennaio 1956 | 4 ottobre 1958  |                  | SFIO                            |

## Presidente dell'Assemblea nazionale dal 1958

### Legenda
- temporaneamente

| #   | Presidente                        | Ritratto | Mandato           | Mandato           | Partito politico | Partito politico                         |
| #   | Presidente                        | Ritratto | Inizio            | Fine              | Partito politico | Partito politico                         |
| --- | --------------------------------- | -------- | ----------------- | ----------------- | ---------------- | ---------------------------------------- |
| 1   | Jacques Chaban-Delmas (1915–2000) |          | 9 dicembre 1958   | 20 giugno 1969    |                  | UNR/UDR                                  |
| 2   | Achille Peretti (1911–1983)       |          | 25 giugno 1969    | 1º aprile 1973    |                  | Unione dei Democratici per la Repubblica |
| 3   | Edgar Faure (1908–1988)           |          | 2 aprile 1973     | 2 aprile 1978     |                  | UDR/RPR                                  |
| (1) | Jacques Chaban-Delmas (1915–2000) |          | 3 aprile 1978     | 21 maggio 1981    |                  | Raggruppamento per la Repubblica         |
| 4   | Louis Mermaz (1931–)              |          | 2 luglio 1981     | 1º aprile 1986    |                  | Partito Socialista                       |
| (1) | Jacques Chaban-Delmas (1915–2000) |          | 2 aprile 1986     | 1º aprile 1988    |                  | Raggruppamento per la Repubblica         |
| 5   | Laurent Fabius (1946–)            |          | 23 giugno 1988    | 21 gennaio 1992   |                  | Partito Socialista                       |
| 6   | Henri Emmanuelli (1945–2017)      |          | 22 gennaio 1992   | 1º aprile 1993    |                  | Partito Socialista                       |
| 7   | Philippe Séguin (1943-2010)       |          | 2 aprile 1993     | 21 aprile 1997    |                  | Raggruppamento per la Repubblica         |
| (5) | Laurent Fabius (1946–)            |          | 12 giugno 1997    | 27 marzo 2000     |                  | Partito Socialista                       |
| 8   | Raymond Forni (1941-2008)         |          | 29 marzo 2000     | 18 giugno 2002    |                  | Partito Socialista                       |
| 9   | Jean-Louis Debré (1944–)          |          | 24 giugno 2002    | 4 marzo 2007      |                  | Unione per un Movimento Popolare         |
| –   | Yves Bur (1951–)                  |          | 4 marzo 2007      | 7 marzo 2007      |                  | Unione per un Movimento Popolare         |
| 10  | Patrick Ollier (1944–)            |          | 7 marzo 2007      | 19 giugno 2007    |                  | Unione per un Movimento Popolare         |
| 11  | Bernard Accoyer (1945–)           |          | 26 giugno 2007    | 19 giugno 2012    |                  | Unione per un Movimento Popolare         |
| 12  | Claude Bartolone (1951–)          |          | 26 giugno 2012    | 20 giugno 2017    |                  | Partito Socialista                       |
| 13  | François de Rugy (1973–)          |          | 27 giugno 2017    | 4 settembre 2018  |                  | En Marche!                               |
| –   | Carole Bureau-Bonnard (1965–)     |          | 4 settembre 2018  | 12 settembre 2018 |                  | En Marche!                               |
| 14  | Richard Ferrand (1962–)           |          | 12 settembre 2018 | 28 giugno 2022    |                  | En Marche!                               |
| 15  | Yaël Braun-Pivet (1970–)          |          | 28 giugno 2022    | in carica         |                  | En Marche!                               |